# Nekane Balluerka
Miren Nekane Balluerka Lasa (Villafranca de Ordizia, Guipúzcoa, 5 de diciembre de 1966) es profesora de Metodología de las Ciencias del Comportamiento en la Facultad de Psicología de Universidad del País Vasco/Euskal Herriko Unibertsitatea (UPV/EHU). Fue rectora de la universidad vasca UPV/EHU de 2017 a 2021. En mayo de 2022 recibió el premio Euskadi de Investigación.

## Biografía
Nekane Balluerka se licenció en Psicología por la Universidad del País Vasco en 1989 con premio Extraordinario. En 1993 presentó su tesis doctoral en la misma universidad con el título de Efectos de las instrucciones en el procesamiento de textos científicos, por la que recibió el premio Extraordinario de Doctorado de la UPV/EHU. Desde 1990 es profesora contratada de la Facultad de Psicología de la UPV/EHU, en el área de Metodología de las Ciencias del Comportamiento. Profesora Titular desde 1996, es catedrática del área de Metodología de las Ciencias del Comportamiento desde 2009.
Sus líneas de investigación se centran en la metodología para la elaboración de instrumentos de evaluación psicológica y para su adaptación intercultural y en la aplicación de modelos de análisis multinivel al estudio de fenómenos psicosociales. Ha participado en 42 proyectos de investigación subvencionados, siendo en nueve de ellos la investigadora principal, incluido el grupo Qualiker. 
Es coautora de más de un centenar de artículos científicos, 26 libros y nueve capítulos de libro y más de 240 contribuciones en congresos. Ha dirigido o codirigido diez tesis doctorales,  tres de ellas han recibido el premio extraordinario de doctorado de la UPV/EHU. Además, dos de ellas han recibido, respectivamente, el premio y el accésit “Realidad Social Vasca” por parte del Gobierno Vasco.  
Ha realizado estancias como investigadora visitante en la Arizona State University (1995), en la University of California (2005) y en el Cathie Marsh Centre for Census and Survey Research de la University of Manchester (2010). 
Es miembro de la Udako Euskal Unibertsitatea (UEU) y miembro fundador de la Asociación Española de Metodología de las Ciencias del Comportamiento (AEMCCO) y de la European Association of Methodology (EAM). Fue editora, durante 4 años (2011-2015), de la revista oficial de esta última asociación: Methodology. European Journal of Research Methods for the Behavioral and Social Sciences.  También es miembro del Comité de la Fundación del Donostia International Physics Center (DIPC).

## Rectora de la UPV/EHU
Nekane tiene una larga trayectoria en la gestión universitaria.  Fue  vicedecana de la Facultad de Psicología (2004-2006), vicerrectora de Calidad e Innovación Docente (2006-2009) y vicerrectora de Estudios de Posgrado y Relaciones Internacionales  en el equipo rectoral de Iñaki Goirizelaia, (2012-2016).  Desde enero del 2017 ostenta el cargo de rectora de la UPV/EHU. Fue candiata única al rectorado de la UPV/EHU. Obtuvo el 66% de los votos emitidos en las elecciones, frente a un 33% de votos en blanco. Una vez elegida, tomó posesión de su cargo en enero de 2017. Desde entonces, sus apariciones públicas son habituales. En febrero de 2018 presentó el nuevo presupuesto para 2018, cuyo importe se eleva a 410.165.097 euros, lo que suponía un incremento de un 1,14% respecto al anterior. En 2021 le sustiyuyó en el cargo la catedrática de Economía Aplicada, Eva Ferreira.

## Obras
Balluerka fue una de las primeras personas autoras de libros y materiales docentes universitarios en euskera relacionados con las áreas de Ciencias del comportamento y psicología. Entre sus títulos, originales o escritos en colaboración, podemos encontrar los siguientes:
- SPSS eta R Commander. Ikerketa ez-esperimentaleko datuen analisia (2018)
- Sentituz, izan sortzaile. Gazteen sormen emozionala sustatzeko esku-hartze	programa (2017)
- Psikopatologia (2014)
- Facilitación de equipos de innovación (2013)
- Nortasunaren nahasteen etiologia eta tratamendua (2011)
- Kontzientzia fonologikoa lantzeko programa (2008)
- Hizkuntza idatziaren didaktika Haur Hezkuntzan eta Lehen Hezkuntzan (2008)
- Ikerketa metodoak eta diseinuak psikologian (2007)
- Ikerkuntza psikologian. Ikerketa-baldintzak eta diseinuaren baliotasuna (2003)
- Diseños de investigación experimental en Psicología. Modelos y análisisa de datos mediante el SPSS 10.0 (2002)
- Psikologia zientzia gisa: Paradigma eta metodologiako aldaketa nagusiak (2001)
- Planificaciónade la investigación. La validez del diseño (1999)
- La Psicología como ciencia: Principales cambios paradigmáticos y metodológicos (1998)
- Saiakuntzaaeta sasi-saiakuntza diseinuaren balidezia psikologian (1996)
- Datu-analisia eta saiakuntza diseinuak portaera zientziatan (1995)
- Cómomejorar el estudio y aprendizaje de textos de carácter científico (1995)

## Deportista
De joven jugaba al fútbol y fue convocada para la selección de Guipúzcoa.